# أزمة المياه في جمهورية الكونغو الديمقراطية

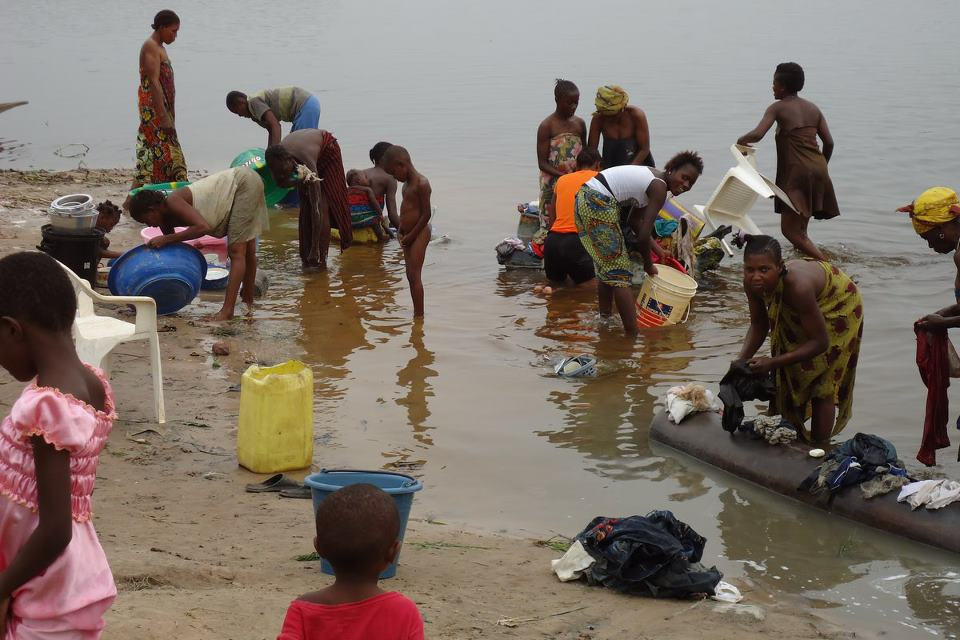
نهر الكونغو هو مصدر مياه الشرب، ولكنه يشكل تهديدا للمواطنين أيضا.

موقع جمهورية الكونغو الديمقراطية في أفريقيا.

على الرغم من امتلاك جمهورية الكونغو الديمقراطية لأكبر موارد المياه العذبة في أفريقيا، إلا أنها تعاني من أزمة كبيرة فيما يتعلق بإمدادات مياه الشرب. إذ تمتلك المنطقة أيضًا أدنى معدلات الحصول على مياه الشرب النظيفة في مناطق جنوب الصحراء الكبرى. لم يتمكن سوى 46 في المائة من السكان من الوصول إلى مصادر مياه الشرب المُحسّنة عام 2012. علاوةً على ذلك، فإن التغطية الصحية قُدِّرت بنسبة 31 في المائة فقط عام 2012. ولا توجد أية معلومات حديثة أو دقيقة عن إمدادات المياه وخدمات الصرف الصحي في جمهورية الكونغو الديمقراطية. ونتيجة لقلة إمدادات المياه وخدمات المرافق الصحية، يعاني الكثير من السكان من الأمراض التي تنتقل عن طريق المياه، بما في ذلك الإسهال والتيفوئيد والكوليرا.
تُعتبر أزمة المياه الحالية نتيجةً لتدهور حالة الهياكل الأساسية للمياه بسبب نقص مشاريع الاستثمار ضمن قطاع المياه والدمار الذي تُخلّفه النزاعات بين السكان فضلًا عن النمو السريع والمتزايد للسكان، وقد قدَّر البنك الدولي نسبة هذه الأزمة بنحو 4 في المائة في المناطق الحضرية و2.5 في المائة في المناطق الريفية عام 2009. وبشكل عام، يعاني قطاع إمدادات المياه والصرف الصحي في جمهورية الكونغو الديمقراطية من العديد من الاختصاصات المؤسسية المتداخلة والمتضاربة. ولذلك، يمكن تصنيف أزمة المياه في جمهورية الكونغو الديمقراطية على أنها مشكلة ندرة المياه الاقتصادية، ما يُعوّق حركات التنمية في البلاد. تعترف المادة 48 من دستور جمهورية الكونغو الديمقراطية لعام 2006 بحق حصول الإنسان في المياه النظيفة. يُعتبر إصلاح قطاع المياه وتطويره من الأولويات التي التزمت بها الحكومة الوطنية من خلال وضع استراتيجيات خاصة تحدّ من النمو السكاني المتزايد ومشاكل الفقر والتي اعتُبرت بمثابة جزء من الإطار الدولي للأهداف الإنمائية للألفية للأمم المتحدة.

## مصادر المياه العذبة وإمدادات المياه

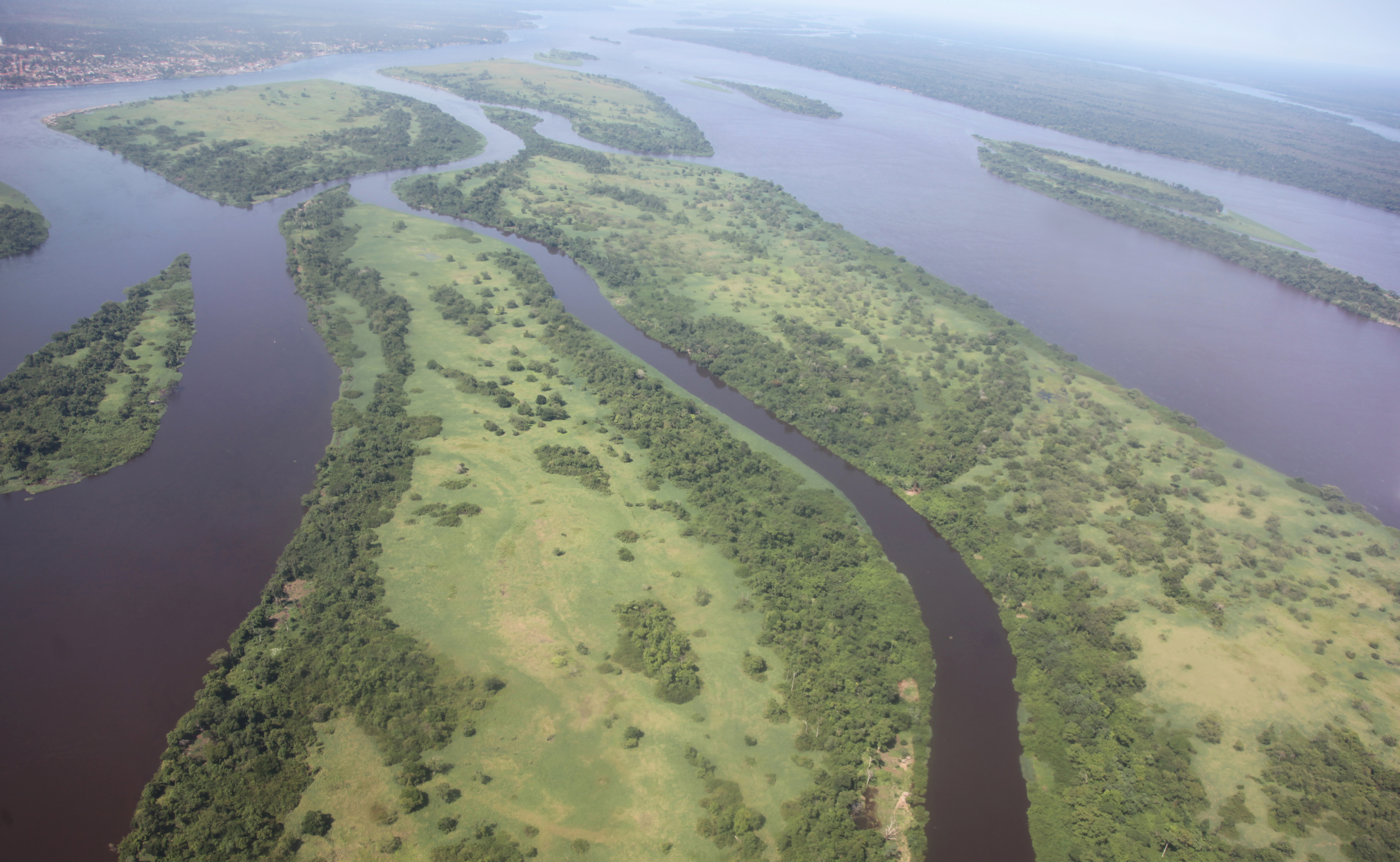
صورة جوية لنهر الكونغو